# 김일수 (1940년)
김일수(1940년 11월 15일~)는 대한민국의 정치인이다. 제36·37대 화성군수를 역임하였다.

## 역대 선거 결과
|  | 10.39% |

|  | 43.01% |

|  | 65.72% |